# 소폰윗 락야티
소폰윗 락야티(태국어: โสภณวิชญ์ รักญาติ, 2001년 1월 25일~)는 태국의 축구 선수이며, 포지션은 PT 쁘라쭈압  소속으로 뛰고 있다.

## 구단 경력
무앙통 유나이티드 FC 유스팀에서 활동하다가 2020년부터 정식 프로로 입단하였다. 2021년부터 2022년까지 아유타야 유나이티드 FC에서 임대 생활을 했고, 2022년부터 2023년까지 프레 유나이티드 FC에서 임대 생활을 했다.

## 국가대표팀 경력
20세 이하 대표팀과 23세 이하 대표팀 소속으로 활동했으며, 2023년 동남아시아 경기 대회에서 은메달을 획득하였다.